# Gazela-tibetana
A gazela-tibetana (Procapra picticaudata), também conhecida como goa, é um antílope de médio porte presente principalmente na China, na região do Tibete, mas também ao norte do estado indiano de Sikkim.